# シロチョウ科
シロチョウ科（シロチョウか、白蝶、Pieridae）は、チョウ目（鱗翅目）アゲハチョウ上科内のひとつの分類単位。シロチョウはシロチョウ科に属するチョウの総称で、シロチョウという和名のチョウは存在しない。

## 概要
南極大陸以外の全ての大陸に分布し、1,000種ほどが知られている。モンシロチョウやキチョウなどの、なじみ深いチョウも含まれる。
成虫の前翅長は2-6cm程度で、チョウ全体で見ると中型のグループである。成虫の翅は突起がないか、または少ない。翅の色は白や黄色がベースで、その上に黒や赤の模様が見られる。この模様は種類や性別によって異なる。ただしニューギニアを中心に分布するカザリシロチョウ類や、南アメリカに分布するベニオビシロチョウなど、黒をベースにした鮮やかな翅色の種類もいる。
成虫は翅を閉じて止まる。花にやって来て蜜を吸うが、地面に降り立って水分を吸う習性があるものも多い。
幼虫は褐色のケムシもいるが、緑色で細長いものがよく知られており、これらは俗にアオムシとよばれる。モンシロチョウなど、農作物に被害を与える害虫となるものもいる。また、ほとんどのシロチョウの幼虫は単独生活をするが、中にはミヤマシロチョウやカザリシロチョウ類のように、幼虫が糸を吐いてクモの網のような巣を作り、集団生活するものもいる。
蛹は帯蛹型で、尾部のカギ状突起と胸の部分の帯糸で上向きに自分の体を固定する。

## 分類
シロチョウ科は4つの亜科に分けられる。なお、チョウの和名は最後の「～チョウ」を省くのが普通だが、シロチョウは「～チョウ」をつける。
コバネシロチョウ（トンボシロチョウ）亜科 Dismorphiinae（6属）
- ヒメシロチョウ属 Leptidea
  - ヒメシロチョウ L. amurensis

マルバネシロチョウ亜科 Pseudopontiinae（1属）
シロチョウ亜科 Pierinae（55属）
- ミヤマシロチョウ属 Aporia
  - ミヤマシロチョウ A. hippia
- ツマキチョウ属 Anthocharis
  - クモマツマキチョウ A. cardamines
  - ツマキチョウ A. scolymus
- カザリシロチョウ属 Delias
- ツマベニチョウ属 Hebomoia
  - ツマベニチョウ H. glaucippe
- ベニオビシロチョウ属 Pereute
  - ベニオビシロチョウ P. callinira
- モンシロチョウ属 Pieris
  - スジグロシロチョウ P. melete
  - エゾスジグロシロチョウ P. napi
  - モンシロチョウ P. rapae

モンキチョウ亜科 Coliadinae（14属）
- キチョウ属 Eurema
  - キチョウ（ミナミキチョウ） E. hecabe
  - キタキチョウ E. mandarina
  - ツマグロキチョウ E. laeta
- ウラナミシロチョウ属 Catopsilia
  - ウスキシロチョウ C. pomona
  - ウラナミシロチョウ C. pyranthe
- モンキチョウ属 Colias
  - モンキチョウ C. erate
- ヤマキチョウ属 Gonepteryx
  - スジボソヤマキチョウ G. aspasia
  - ヤマキチョウ G. rhamni

ウスバシロチョウやウスバキチョウというチョウもおり、和名のとおりシロチョウによく似ているが、これらは現在アゲハチョウ科に分類されている。かつてはシロチョウ科に分類されていたが、シロチョウ科は脚の爪が二分するため、脚で見分けが付く。ただしジャノメチョウ科のクロコノマチョウとウスイロコノマチョウは例外で、爪が二分する。

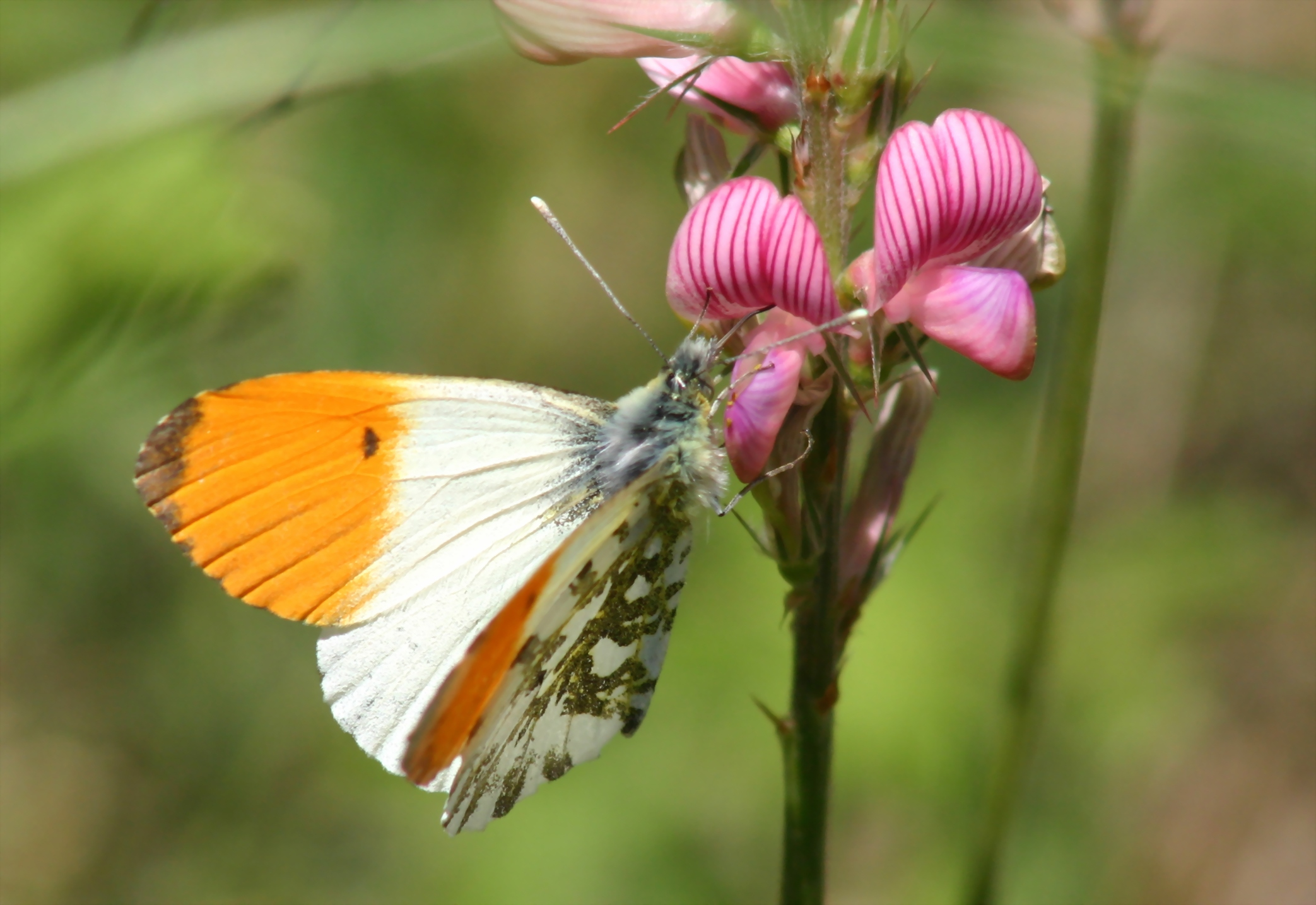
クモマツマキチョウ（Anthocharis cardamines）のオス。ヨーロッパからアジアにかけて広く分布するが、日本では中部地方の山地だけに分布する
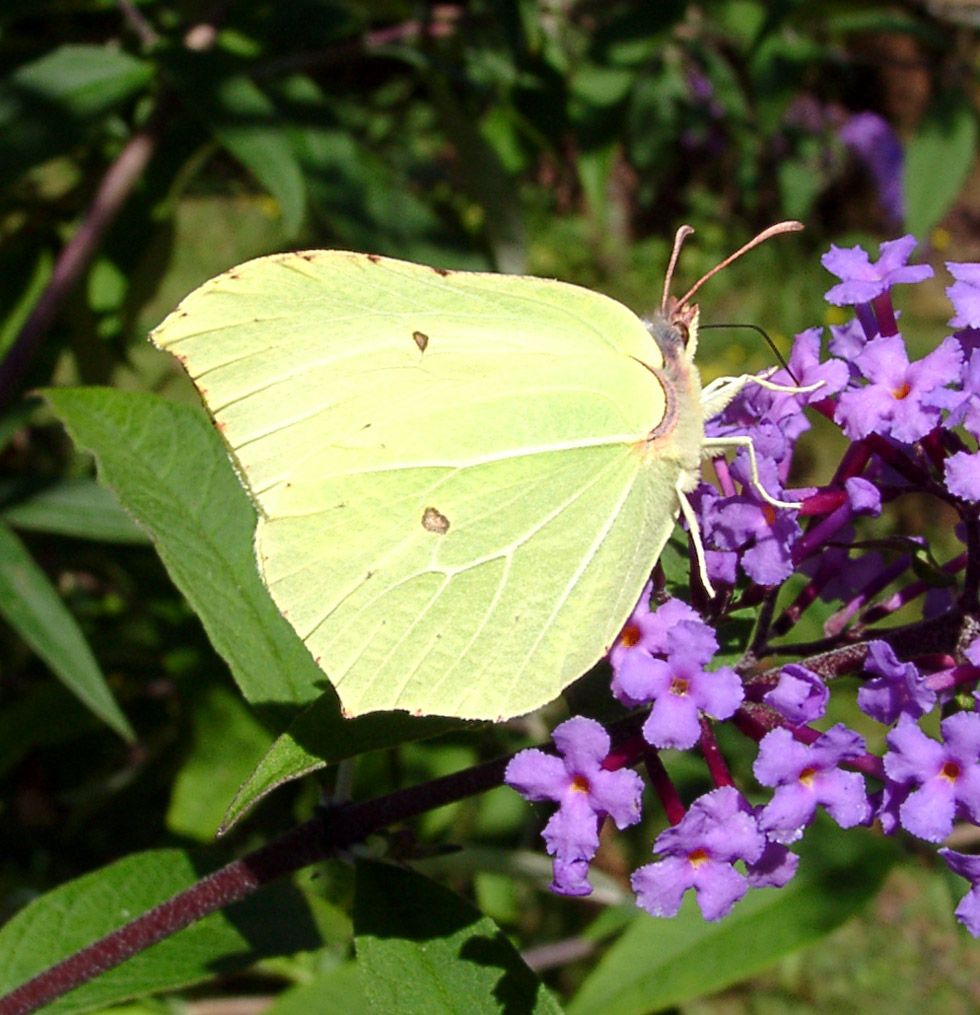
ヤマキチョウ（Gonepteryx rhamni）。ヨーロッパからアジアにかけて広く分布するが、日本では中部地方の山地と東北北部だけに分布する
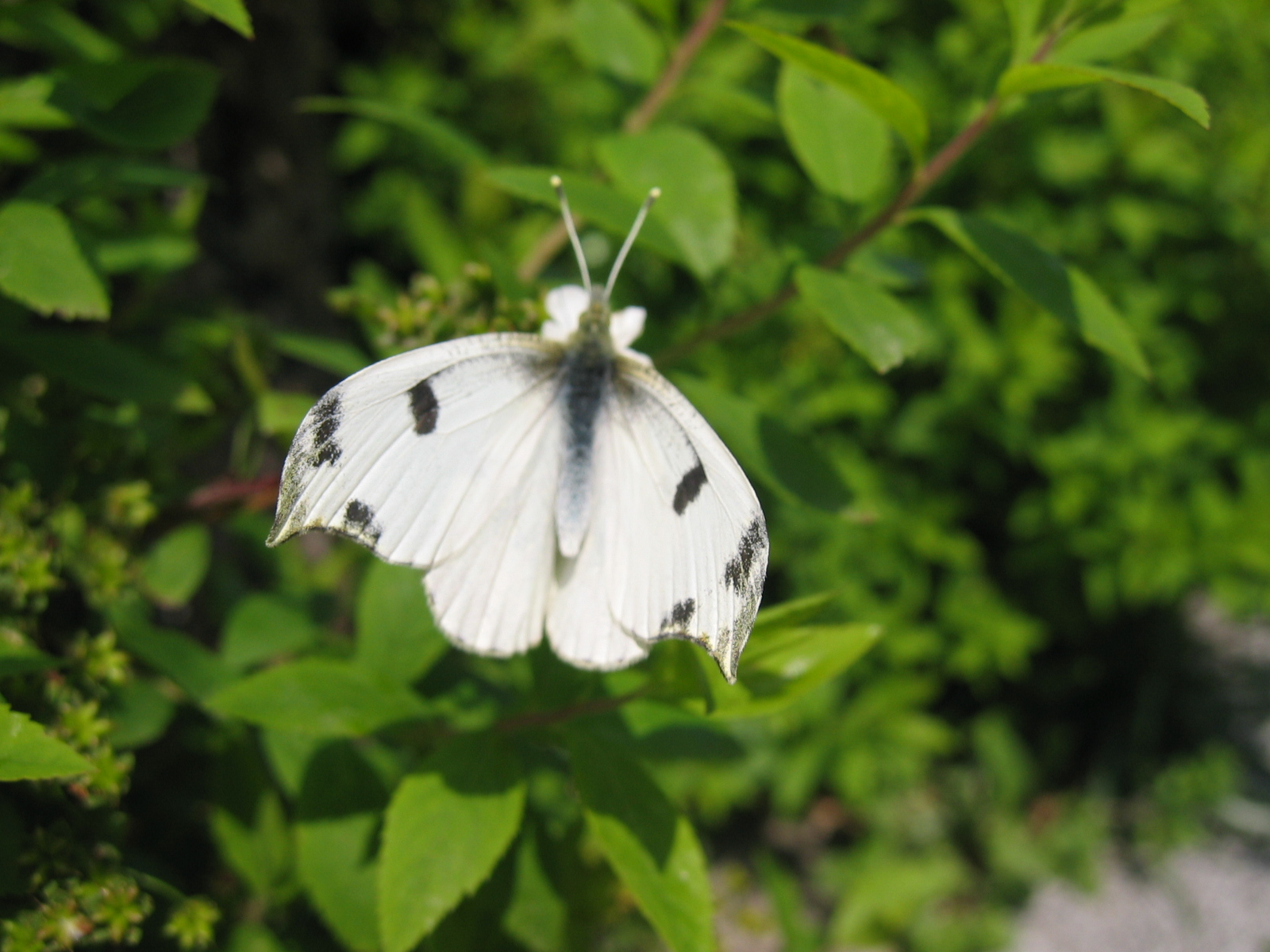
ツマキチョウのメス。沖縄を除き、日本各地に生息している
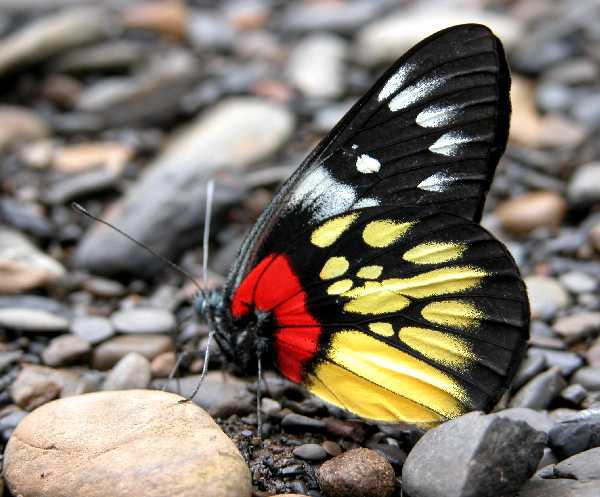
カザリシロチョウの一種Delias aglaia。南アジアと東南アジアに分布する